# Ока (приток Куньи)
Ока — река в России, протекает в Торопецком районе Тверской области. Устье реки находится в 91 км по правому берегу реки Кунья. Длина реки составляет 66 км, площадь водосборного бассейна 325 км². У деревни Клыпино ширина реки — 15 метров, глубина — 1 метр.
Система водного объекта: Кунья → Ловать → Волхов → Нева → Балтийское море.
Исток реки находится на территории Подгородненского сельского поселения, здесь по берегам реки стоят деревни Пчелино, Дубинино, Нишевицы, Полибино, Задний Брод, Митрохино. Ниже по течению на территории Пожинского сельского поселения на реке стоят деревни Пожня и Шейно. Далее вплоть до устья река протекает по территории Плоскошского сельского поселения. На берегах реки расположены деревни Полибино, Клыпино, Мигачёво, Большие Изори, Малые Изори, Зайково, Коварное и Борок, Бучино, Маслово и Бабино.
Притоки: Ольховый (слева), Тершинка (справа), Любешь (справа), Воробьёвка (справа), Веенка (слева в 21 км от устья).

## Данные водного реестра
По данным государственного водного реестра России относится к Балтийскому бассейновому округу, водохозяйственный участок реки — Ловать и Пола, речной подбассейн реки — Волхов. Относится к речному бассейну реки Нева (включая бассейны рек Онежского и Ладожского озера).
Код объекта в государственном водном реестре — 01040200312102000023384.